# Meistriliiga (Eishockey)
Die Meistriliiga (auch Unibet Hokiliiga ) ist die höchste Eishockeyspielklasse Estlands und wird seit 1991 ausgespielt. Im Gegensatz zu den anderen baltischen Staaten wurde zuvor die Estnische Meisterschaft auch während der Angehörigkeit zur Sowjetunion ausgespielt.

## Geschichte
Mitte der 2000er Jahre gab es das offiziell einzige estnische Profiteam, die Tartu Big Diamonds. Diese nahmen nicht an der Meisterschaft teil, da sie in der lettischen Samsung Premjerlīga starteten.

## Mannschaften 2023/24
- Kohtla-Järve Viru Sputnik
- Narva PSK
- Tartu Kalev-Välk
- HC Everest Kohtla-Järve
- HC Panter Tallinn

## Ehemalige Mannschaften
- U20-Estland
- HK Kurbads
- HS Riga
- HC Tallinn
- Tallinn Stars
- TKK Tallinn
- HC Viking Tallinn
- HC Vipers Tallinn

## Titelträger seit 1991
- 2024: Narva PSK
- 2023: HK Kurbads
- 2022: Tartu Kalev-Välk
- 2021: Tartu Kalev-Välk

- 2020: Tartu Kalev-Välk
- 2019: Tartu Kalev-Välk
- 2018: Tallinn Viiking Sport
- 2017: Narva PSK
- 2016: Narva PSK
- 2015: Tartu Kalev-Välk
- 2014: Tallinn Viiking Sport
- 2013: Tallinn Viiking Sport
- 2012: Tartu Kalev-Välk
- 2011: Tartu Kalev-Välk
- 2010: Kohtla-Järve Viru Sputnik

- 2009: Tallinn Stars
- 2008: Tartu Kalev-Välk
- 2007: Tallinn Stars
- 2006: Tallinn Stars
- 2005: Tallinn Stars
- 2004: Tallinn HC Panter Purikad
- 2003: Tartu Välk 494
- 2002: Tartu Välk 494
- 2001: Narva 2000
- 2000: Tartu Välk 494

- 1999: Tartu Välk 494
- 1998: Narva Kreenholm
- 1997: Tartu Välk 494
- 1996: Narva Kreenholm
- 1995: Narva Kreenholm
- 1994: Narva Kreenholm
- 1993: Narva Kreenholm
- 1992: Narva Kreenholm
- 1991: Narva Kreenholm II

## Meisterschaften nach Teams
| Titel | Mannschaft | Jahr |
| ----- | --- | --- |
| 18    | Narva PSK bis 1999 Narva Kreenholm 1999–2003 Narva 2000                                                                    | 1967, 1969, 1971, 1973, 1975, 1986, 1988, 1990, 1991, 1992, 1993, 1994, 1995, 1996, 1998, 2001, 2016, 2017 |
| 13    | Keemik Kohtla-Järve 1952–1961 Kalev Kohtla-Järve 1961–1969 Kohtla-Järve PK 1969–1997 Keemik 1997–2003 Central Kohtla-Järve | 1956, 1970, 1972, 1974, 1976, 1977, 1979, 1980, 1983, 1984, 1985, 1987, 1989                               |
| 13    | Tartu Kalev-Välk 1994–2007 Tartu Välk 494                                                                                  | 1997, 1999, 2000, 2002, 2003, 2008, 2011, 2012, 2015, 2019, 2020, 2021, 2022                               |
| 7     | Kalev Tallinn | 1934, 1937, 1958, 1959, 1960, 1961, 1962                                                                   |
| 6     | Dünamo Tallinn | 1946, 1948, 1949, 1952, 1953, 1954                                                                         |
| 4     | Tallinn Stars | 2005, 2006, 2007, 2009                                                                                     |
| 3     | Dünamo Tartu | 1947, 1955, 1957                                                                                           |
| 3     | Tallinn Viiking Sport | 2013, 2014, 2018                                                                                           |
| 2     | ASK Tartu | 1936, 1939                                                                                                 |
| 2     | Ekskavaator Tallinn | 1963, 1966                                                                                                 |
| 2     | LTM Tallinn | 1950, 1951                                                                                                 |
| 2     | Talleks Tallinn | 1978, 1981                                                                                                 |
| 2     | Tempo Tallinn | 1965, 1968                                                                                                 |
| 1     | HK Kurbads | 2023 |
| 1     | Kohtla-Järve Viru Sputnik                                                                                                  | 2010 |
| 1     | HC Panter Tallinn | 2004 |
| 1     | Kalev Sillamäe | 1982 |
| 1     | Taksopark Tallinn | 1964 |
| 1     | Tallinna Sport | 1940 |